# TSC2
TSC2（tuberous sclerosis complex 2）は、ヒトではTSC2遺伝子によってコードされるタンパク質である。ツベリン（チュベリン、tuberin）としても知られる。

## 機能
TSC2遺伝子の変異は結節性硬化症の原因となる。TSC2はがん抑制因子であると考えられており、特定のGTPアーゼを刺激することができる。TSC1遺伝子にコードされるTSC1（ハマルチン）は、Hsp90のTSC2に対するシャペロン活性の促進因子として機能し、TSC2のユビキチン化とプロテアソームによる分解を防ぐ。TSC2遺伝子からは、選択的スプライシングによって異なるアイソフォームをコードする複数の転写産物が産生される。TSC2の変異はリンパ脈管筋腫症の原因となる場合がある。この疾患は肺の組織の肥大によって引き起こされ、嚢胞や腫瘍が形成されて呼吸困難が生じる。TSC2はTSC1とともに細胞のサイズを調節するため、TSC1やTSC2の変異によって肺での細胞増殖の制御が阻害される可能性がある。

## 細胞病理学
TSC2遺伝子の病原性変異を持つ患者の細胞では、リソソームの枯渇、オートファジーの機能不全、グリコーゲンの異常な蓄積が観察される。オートファジー-リソソーム経路の欠陥は、LC3、LAMP1/2タンパク質の過剰なユビキチン化と分解と関係している。

## シグナル伝達経路
Tsc2を欠損した結節性硬化症モデルでは、ERK1/2の薬理的阻害によってGSK3βの活性とタンパク質合成レベルが回復する。
オートファジー-リソソーム経路によるグリコーゲン分解の欠陥は、少なくともその一部はmTORC1の調節異常とは無関係であり、PKB/AktとmTORC1の阻害剤を併用することで回復する。

## 相互作用
TSC2はTSC複合体と呼ばれる多タンパク質複合体内で機能し、この複合体にはコアタンパク質としてTSC2、TSC1、TBC1D7が含まれる。
TSC2は、次に挙げるTSC複合体以外のタンパク質との相互作用も報告されている。
- AKT1（英語版）[12][13]
- AXIN1[14]
- FOXO1[15]
- GSK3B[14][16]
- Hsp70[5]
- Hsp90[5]
- MAPK1[17]
- PTK2[18]
- PAM（英語版）[19]
- PRKAA1（英語版）[20][21]
- RAP1A（英語版）[22][23]
- RHEB（英語版）[15][22][24][25][26][27]
- RPS6KA1（英語版）[13][28]
- UBE3A（英語版）[29][30]
- YWHAZ[31]

## 関連文献
- “Comprehensive mutation analysis of TSC1 and TSC2-and phenotypic correlations in 150 families with tuberous sclerosis”. American Journal of Human Genetics 64 (5):  1305–15. (May 1999). doi:10.1086/302381. PMC 1377866. PMID 10205261.
- “Tuberous sclerosis complex genes: from flies to human genetics”. Archives of Dermatological Research 293 (8):  383–6. (August 2001). doi:10.1007/s004030100250. PMID 11686512.
- “Nailing down a link between tuberin and renal cysts”. The American Journal of Pathology 162 (2):  369–71. (February 2003). doi:10.1016/S0002-9440(10)63831-X. PMC 1851147. PMID 12547695.
- “Aspects of tuberous sclerosis complex (TSC) protein function in the brain”. Biochemical Society Transactions 31 (Pt 3):  579–83. (June 2003). doi:10.1042/BST0310579. PMID 12773159.
- “Tuberous sclerosis complex (TSC) gene involvement in sporadic tumours”. Biochemical Society Transactions 31 (Pt 3):  597–602. (June 2003). doi:10.1042/BST0310597. PMID 12773163.
- “Growth control under stress: mTOR regulation through the REDD1-TSC pathway”. Cell Cycle 4 (11):  1500–02. (November 2005). doi:10.4161/cc.4.11.2139. PMID 16258273.
- “Giant cells: contradiction to two-hit model of tuber formation?”. Cellular and Molecular Neurobiology 27 (2):  251–61. (March 2007). doi:10.1007/s10571-006-9106-0. PMID 16897363.
- “TSC2, a key player in tumor suppression and cystic kidney disease”. Nephrologie & Therapeutique 2 Suppl 2:  S119-22. (January 2006). PMID 17373211.
- “[Pulmonary lymphangioleiomyomatosis with or without tuberous sclerosis]”. Revue des Maladies Respiratoires 24 (6):  725–40. (June 2007). doi:10.1016/S0761-8425(07)91147-X. PMID 17632432.